# Beretta 87 Target
La Beretta 87 Target è una pistola semi-automatica prodotta dall'azienda italiana Beretta. È camerata in calibro .22LR, e viene utilizzata prevalentemente per l'uso sportivo e agonistico.
Il caricatore può contenere 10 colpi, con l'arma che ha un peso a vuoto di 835 grammi. La pistola è lunga 225 mm, con la canna che ne misura 150 mm. Viene fabbricata dal 2000. La pistola ha una guida fissa che le consente il montaggio di vari accessori, come un mirino ottico o un puntatore laser rosso.